# 檀園区

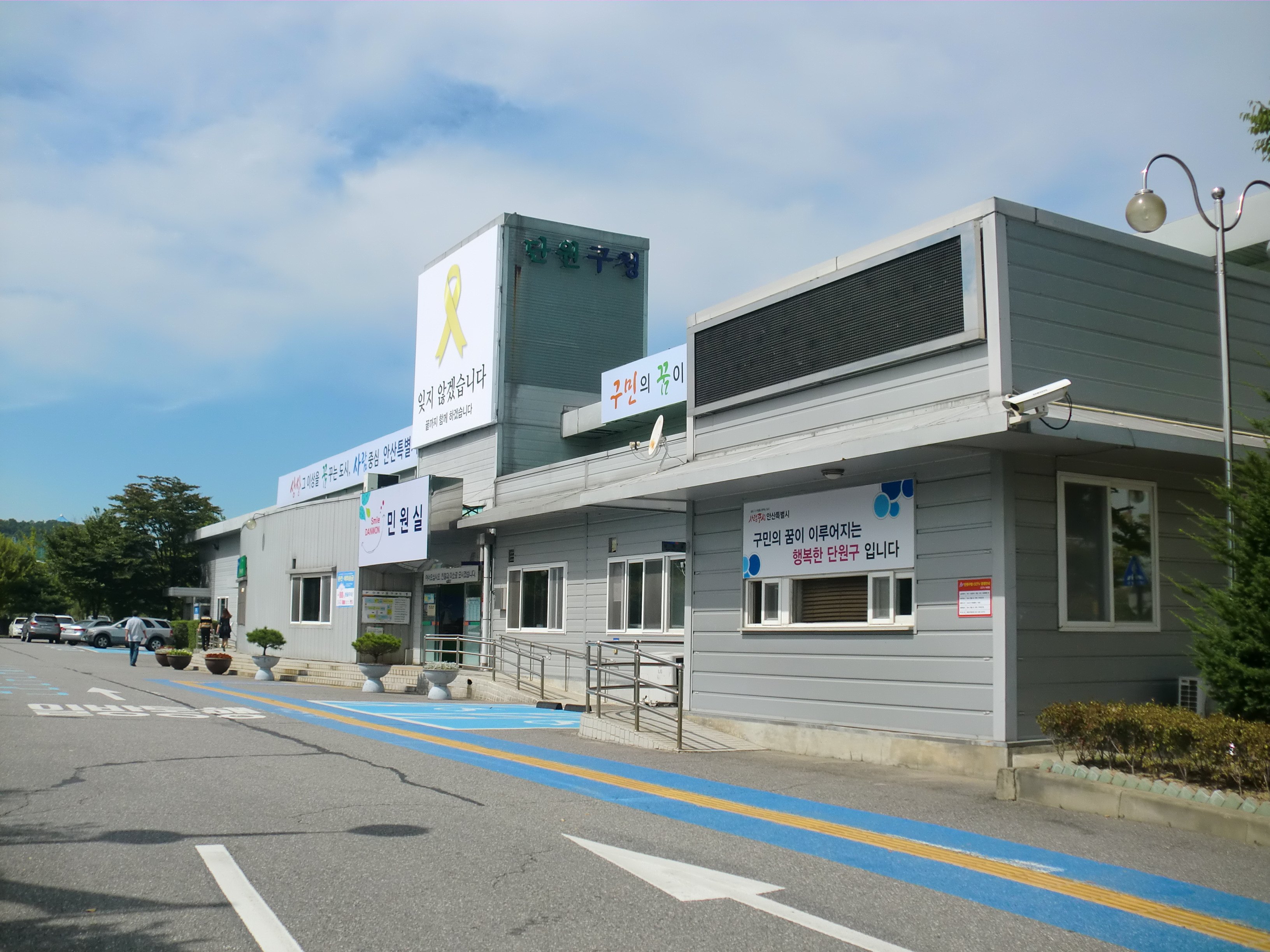
檀園区庁

檀園区（タヌォンく）は、大韓民国京畿道安山市の区である。区名は、当地ゆかりの朝鮮王朝時代の画家・金弘道の号に因む。

## 地理
安山市の2つの行政区のうち、安山川の西側に位置する区で、東には常緑区がある。南は京畿湾の干拓によって締め切られた始華湖を隔てて華城市と向かい合う。北から西にかけては始興市が隣接する。
区域の大部分は安山新都市の開発によって造成されたもので、幾何学的な街区に工業団地・高層住宅街などが配置されている。安山市庁も本区にある。
始華湖の潮受堤防の南に位置する大阜島も、飛び地状態であるが本区の管轄である。始華湖に面した干拓地には農地が造成されている。大阜島にあった大阜面は1994年に甕津郡から編入され大阜洞になり、大阜洞に属する京畿湾上の島々も本区の管轄である。

## 歴史
- 1986年1月1日 － 安山市が成立する。
- 1994年12月26日 － 甕津郡から大阜面を市域に編入。
- 2002年11月1日 － 檀園区が設置される。

## 行政
檀園区は行政上の区であって、自治体ではない。

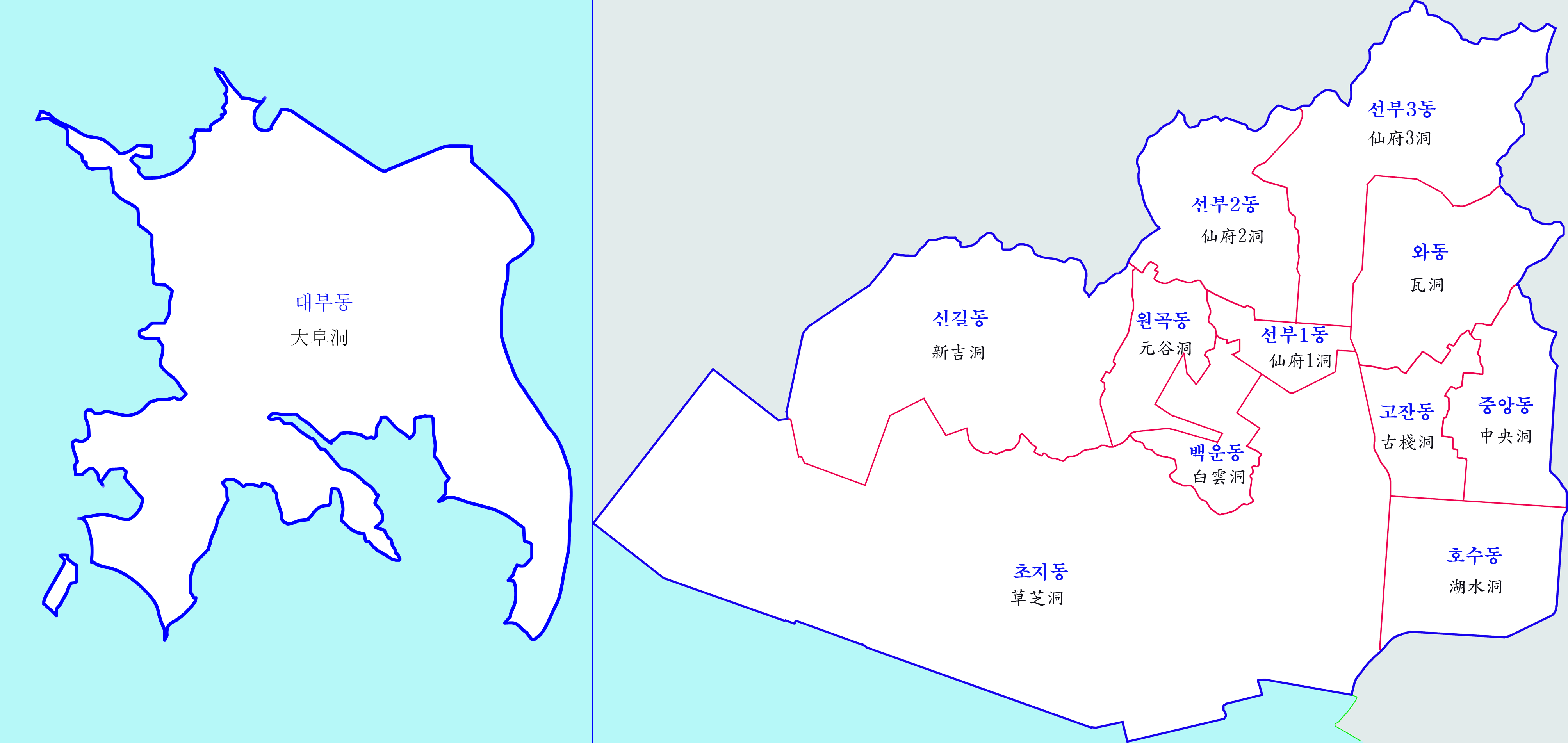
行政区域図

12行政洞（15法定洞）からなる。区庁舎は草芝洞にある。
| 行政洞  | 法定洞                                       |
| ------- | -------------------------------------------- |
| 瓦洞    | 瓦洞                                         |
| 古桟洞  | 古桟洞                                       |
| 中央洞  | 古桟洞                                       |
| 湖水洞  | 古桟洞                                       |
| 新吉洞  | 新吉洞                                       |
| 元谷洞  | 元谷洞                                       |
| 白雲洞  | 元谷洞                                       |
| 草芝洞  | 城谷洞、元時洞、木内洞、草芝洞、元谷洞       |
| 仙府1洞 | 仙府洞                                       |
| 仙府2洞 | 仙府洞                                       |
| 仙府3洞 | 仙府洞、花井洞                               |
| 大阜洞  | 大阜東洞、大阜北洞、大阜南洞、仙甘洞、豊島洞 |

## 交通

### 鉄道
- 韓国鉄道公社
  - 安山線・水仁線

中央駅 - 古桟駅 - 草芝駅 - 安山駅 - 新吉温泉駅
- 西海鉄道
  - 西海線

タルミ駅 - 仙府駅 - 草芝駅 - 時雨駅 - 元時駅

### 高速道路
- 嶺東高速道路
  - 西安山インターチェンジ

## 施設
- 安山ワースタジアム － サッカーKリーグ・安山警察庁サッカー団の本拠地
- 檀園展示館
- 安山運転免許試験場